# Kosmomineralogia
Kosmomineralogia – nauka o minerałach pochodzenia pozaziemskiego; dział mineralogii, a także astronomii.
Badania materii pochodzenia pozaziemskiego prowadzą do rozpoznania nowych faz krystalicznych (nanominerałów, minerałów oraz ich kumulatów, czyli skał), szczególnie tych niewystępujących na Ziemi. Kosmomineralogia poszerza wiedzę o procesach minerało- i skałotwórczych zachodzących w kosmosie. Badania opierają się przede wszystkim na badaniach meteorytów kamiennych, czyli chondrytów, ale również materii dostarczonej z powierzchni Księżyca. Stwarza to dla kosmomineralogii szansę poznania wczesnej historii i etapów formowania się Układu Słonecznego, a także, pośrednio, budowy wnętrza Ziemi. Wyniki badań prowadzą do opisania własności i struktury materii nieorganicznej, budującej planety skaliste, planetoidy, komety, cząsteczki pyłu kosmicznego oraz przybliżają warunki, w jakich one powstały.
Jednym z najciekawszych odkryć kosmomineralogów jest odkrycie w chondrytach nanodiamentów. Są to nanometryczne cząstki mineralne wielkości milionowych części milimetra, które po raz pierwszy zaobserwował Edward Anderson w 1987. Nanodiamenty powstają w czasie wybuchów supernowych, kiedy materia z gwiazdy zostaje wyrzucona w przestrzeń kosmiczną i dochodzi wtedy do kondensacji atomów węgla. Ponadto obserwuje się w meteorytach niespotykaną na Ziemi różnorodność polimorficznych odmian pierwiastka węgla, z których wyjątkowe są, nieznane na Ziemi, fuleryt zbudowany z fulerenów i nietypowa odmiana diamentu, nazywana lonsdaleitem.
Dzięki badaniom kosmomineralogicznym opisano około 300 minerałów pochodzenia pozaziemskiego, w tym 54 minerały nieznalezione w skałach Ziemi (dane z 2010 roku).